# Daniel Botethi
 (mars 2022).
Daniel Botethi est un homme politique congolais (Congo-Kinshasa), vice-président de l'assemblée provinciale de Kinshasa, assassiné le 6 juillet 2008.
Botethi, membre du Mouvement de libération du Congo (MLC), parti de l’opposition, est tué le dimanche 6 juillet 2008 vers 2h du matin, dans le quartier Ma Campagne à Ngaliema,.